# Яркин, Лев Николаевич
Лев Никола́евич Я́ркин (22 октября 1946, Нерехта, Костромская область — 21 сентября 2007, Липецк) — российский политический деятель, депутат Государственной Думы ФС РФ третьего созыва (1999—2003).

## Биография
С 1965 по 1968 гг. служил в армии. Участник оказания интернациональной помощи Демократической республике Вьетнам. Награждён медалями «За отвагу» и «Медалью свободы ДР Вьетнам». С 1968 по 1973 гг. — студент Ивановского энергетического института. По окончании института получил специальность инженера-электрика. В 1973—1999 гг. работал на различных должностях на Новолипецком комбинате — начальником участка, заместителем председателя профкома, председателем комитета народного контроля. С 1989 по 1999 гг. — председатель профкома ОАО НЛМК. В 1984 г. награждён орденом «Дружбы народов».

### Депутат государственной думы
С 1999 по 2003 гг. — депутат Государственной Думы III созыва. С 2004 г. — заместитель председателя правления Липецкого регионального отделения Союза промышленников и предпринимателей. В июле 2005 г. избран председателем Общественной палаты Липецка.